# Sài Gòn Givral
Sài Gòn Givral, còn gọi là Café Givral, là một quán cafe đã đóng cửa ở Quận 1, Thành phố Hồ Chí Minh. Nhà hàng này nổi tiếng vì từng là nơi giới ký giả trong và ngoài nước, đặc biệt là nhà tình báo Phạm Xuân Ẩn, thường lui tới trong Chiến tranh Việt Nam.

## Lịch sử
Café Givral được khai sinh từ cuối năm 1950 bởi Alain Portier với tên gọi là La Fontaine, nằm ở tầng trệt Thương xá Eden. Quán nằm trên đường Catinat (nay là Đồng Khởi). Tới năm 1958, La Fontaine được chính thức đổi tên thành Givral.
Sài Gòn Givral và hai quán nữa là La Pagode, Brodard tạo thành "trục cafe" nổi tiếng của Sài Gòn. Vì nằm đối diện Tòa nhà Quốc hội, sau là Hạ viện của chính quyền cũ (nay là Nhà hát TP.HCM), tiệm cafe này thường được các phóng viên và giới tình báo tới để lấy tin nóng nhất của cuộc chiến và còn là nơi họp báo đột xuất của các chính trị gia đối lập. Quán ở đối diện công viên mà nay là Công trường Lam Sơn từng là nơi diễn ra các cuộc biểu tình sinh viên. Vì những lẽ đó mà quán có biệt danh là Radio Catinat. Nhiều ký giả nổi tiếng trong Chiến tranh Việt Nam như Peter Arnett, Larry Burrows... đều đã từng ngồi ở các quán này.
Sau năm 1975, Tiệm bánh Givral chuyển thành Xí nghiệp bánh kẹo Givral thuộc Saigontourist. Phim Người Mỹ trầm lặng cũng có cảnh quay ở đây. 
Năm 2007, tiệm cà phê Givral trở nên nổi tiếng với công chúng khi cuốn sách Điệp viên hoàn hảo kể về nhà tình báo Phạm Xuân Ẩn được phát hành. Vì ông Ẩn hay lui tới đây nên ông còn có biệt danh là "Tướng Givral". 
Quán này cùng với Thương xá Eden đã bị dỡ bỏ vào tháng 4 năm 2010 để xây tổ hợp thương mại của Vincom. Hiện thương hiệu bánh ngọt Sài Gòn Givral thuộc sở hữu của tập đoàn Ocean Group. 
Tháng 10/2012, quán cafe đã được khai trương lại ở Vincom Center A, ở vị trí ban đầu. Không lâu sau, đến tháng 9/2013, quán đã đóng cửa.